# نجات چهره
نجات چهره (به انگلیسی: Saving Face) فیلم مستند ۵۲ دقیقه‌ای است که در سال ۲۰۱۲ برنده جایزه اسکار در رشته فیلم‌های مستند کوتاه شد.
این فیلم درباره وضعیت گروهی از زنان در پاکستان است که قربانی حمله با اسید شده‌اند.
مستند توسط شرمین عبید چنائی و دانیل جانگ کارگردانی شده‌است. نمایش جهانی فیلم از مارس ۲۰۱۲ در هلند آغاز شده‌است.